# ¿Qué fue de Jorge Sanz?
¿Qué fue de Jorge Sanz? es una miniserie televisiva producida y emitida por Canal+ entre el 12 de septiembre y el 17 de diciembre de 2010. Relata los enredos de la vida cotidiana del actor venido a menos Jorge Sanz cuando acaba de contratar un nuevo representante, interpretado por Eduardo Antuña.
A pesar de no emitirse en abierto, la serie fue bien acogida y recibió repetidas recomendaciones por parte de la crítica que ha opinado que la serie no ha contado con la repercusión que merece por su calidad.

## Sinopsis
La serie muestra una versión ficticia de la vida del actor Jorge Sanz, en la que aparece como un actor venido a menos, que tiene que aceptar papeles de poca monta para poder subsistir y cuya vida personal es igualmente bastante desastrosa.
Los episodios comienzan con Jorge Sanz despertándose (en cualquier sitio menos en la cama) por una llamada de teléfono.

## Episodios
| Temporada | Temporada  | Episodios | Emisión original         | Emisión original        |
| Temporada | Temporada  | Episodios | Inicio                   | Final                   |
| --------- | ---------- | --------- | ------------------------ | ----------------------- |
|           | 1          | 6         | 12 de septiembre de 2010 | 17 de diciembre de 2010 |
|           | Especiales | 2         | 13 de febrero de 2016    | 4 de marzo de 2017      |

## Reparto

### 1.ª Temporada (2010)

#### Reparto principal
- Jorge Sanz - Jorge Sanz
- Eduardo Antuña - Amadeo Gabarrón
- Ayanta Barilli - Sonia Maroto (Episodio 1; Episodio 4)
- Vicente Haro - Padre de Jorge (Episodio 1; Episodio 6)
- Miguel Ángel Lamata - Director Serie (Episodio 1; Episodio 6)
- Rosa Boladeras - Sonia (Episodio 2; Episodio 4)
- Merlín Sanz - Merlín Sanz (Episodio 2; Episodio 4)
- Beba Urruela - Chica Guatemala (Episodio 2; Episodio 4)
- Belén Cuesta - Enfermera (Episodio 4)
- Violeta Rodríguez - Clara (Episodio 4)
- Santiago Giménez - Santi (Episodio 4)
- Bárbara de Lemus - Madre de Clara (Episodio 4)
- Janfri Topera - Eléctrico (Episodio 5)
- Isabel Soto - Almudena (Episodio 5 - Episodio 6)

#### Con la colaboración especial de
- Javier Veiga - Javier Veiga (Episodio 1)
- Carlos Larrañaga - Carlos Larrañaga (Episodio 2)
- Enrique Villén - Enrique Villén (Episodio 2)
- Ana Risueño - Sonia Risueño (Episodio 2)
- Antonio Resines - Antonio Resines (Episodio 2 - Episodio 3; Episodio 5)
- Juan Manuel de Prada - Juan Manuel de Prada (Episodio 3)
- Juan Diego Botto - Juan Diego Botto (Episodio 4)
- Santiago Segura - Santiago Segura (Episodio 5)
- Javier Castillo "Poty" - Poty (Episodio 5)
- Juan Luis Galiardo - Juan Luis Galiardo (Episodio 5)
- Julio Mendel Samayoa - Julio Mendel Samayoa (Episodio 5 - Episodio 6)

### Especial: 5 años después (2016)
- Jorge Sanz - Jorge Sanz
- Eduardo Antuña - Amadeo Gabarrón
- Elena Furiase - Elena Furiase
- Natalia Abascal - Mamen Gabarrón
- Pedro Ruiz - Pedro Ruiz
- Ayanta Barilli - Sonia Maroto
- Miguel Ángel Lamata - Director Serie
- Rosa Boraledas - Sonia
- Santiago Giménez - Santi
- Merlín Sanz - Merlín Sanz
- Violeta Rodríguez - Clara
- Bárbara de Lemus - Madre de Clara
- Isabel Soto - Almudena
- Aixa Villagrán - Terapeuta

#### Con la colaboración especial de
- Antonio Resines - Antonio Resines
- Lolita Flores - Lolita Flores
- Eduardo Noriega - Eduardo Noriega
- Pablo Carbonell - Pablo Carbonell
- Pablo Puyol - Pablo Puyol
- Natalia Sánchez - Natalia Sánchez
- Guillermo Toledo - Guillermo Toledo
- Mamen Mendizábal - Mamen Mendizábal
- Juan Manuel de Prada - Juan Manuel de Prada
- Boris Izaguirre - Boris Izaguirre
- Andrés Arconada - Andrés Arconada
- Gonzalo Suárez - Gonzalo Suárez

#### y la voz de
- Enrique San Francisco
- Gonzo

### Especial: Buena racha (2017)
- Jorge Sanz - Jorge Sanz
- Eduardo Antuña - Amadeo Gabarrón
- Úrsula Corberó - Úrsula Corberó
- Pilar Mayo - Pilar
- Anna Ferrán - Representante
- Ayanta Barilli - Sonia Maroto
- Rosa Boraledas - Sonia
- Santiago Giménez - Santi
- Merlín Sanz - Merlín Sanz
- Violeta Rodríguez - Clara
- Aixa Villagrán - Terapeuta
- Ramon Fontserè - Enric Marco

#### Con la colaboración especial de
- Aitana Sánchez-Gijón - Aitana Sánchez-Gijón
- Javier Cámara - Javier Cámara
- Penélope Cruz - Penélope Cruz
- Elena Furiase - Elena Furiase
- Gonzo - Gonzo
- Loles León - Loles León
- Antonio Resines - Antonio Resines
- Marta Reyero - Marta Reyero
- Santiago Segura - Santiago Segura
- Fernando Trueba - Fernando Trueba

## Orígenes
El proyecto nació cuando a Jorge Sanz le propusieron protagonizar una serie de televisión, el actor le preguntó a su amigo David Trueba si debería aceptar el proyecto y este le dijo que lo mejor que podría hacer era interpretarse a sí mismo. Tras esta conversación, Trueba realizó el diseño de la producción y lo presentó a la productora, la cual en un principio lo rechazó.
Trueba y Sanz se encontraban sin trabajo y comenzaron a rodar el piloto con sus propios medios y sin ningún tipo de apoyo económico. Tras terminarlo lo enseñaron a distintas cadenas y acabó aceptando la idea Canal+. Trueba les dijo a los directivos de la cadena que quería rodar la serie igual que lo había hecho en el piloto y estos aceptaron.

## Producción
A la hora de realizar los episodios, ambos se basaron en experiencias reales que le habían pasado a Jorge Sanz, tales como que una mujer gritara mientras Jorge actuaba "Ooooh, se ha hecho mayor". Sin embargo, quisieron humillar al personaje, por lo que también se incluyeron anécdotas ficticias, como que se despertase por la resaca en las escaleras o que se jugara al póquer el sueldo de la niñera de su hijo. También incluyeron una crítica al oficio de actor, como que Antonio Resines le aconsejara que se dedicara a trabajar en televisión.
El rodaje de los episodios se hizo con una pequeña cámara y en escenarios naturales, los cuales no se cortaron al tránsito para el rodaje con el fin de que resultasen más realistas, aunque esto provocó problemas de sonido y de iluminación (quedando en ocasiones la imagen "quemada").
La canción utilizada como banda sonora es "Civic Pride" del álbum Pram Town del cantante Darren Hayman, quien, además, hizo un cameo en uno de los episodios.